# Originals (Prince-album)
Az Originals az amerikai zenész, Prince második posztumusz albuma, amely demófelvételekből áll és 2019. június 7-én jelent meg a Tidal-on. Ezek a felvételek Prince eredeti munkái, amiket később más előadóknak adott. A 2018-as Nothing Compares 2 U-n kívül korábban egyik dal se jelent meg. Az albumot kritikusok méltatták és a 15. helyen debütált a Billboard 200-on, miközben a legjobb tíz pozíció egyikén volt Belgiumban, Magyarországon, Portugáliában és Svájcban.

## Háttér
A dalok az 1980-as és 1990-es évek elején lettek felvéve, de az 1981 és 1985 közötti számokra volt helyezve a hangsúly. Troy Carter, aki Prince hagyatékának a menedzsere, választotta ki a dalokat, Jay-Z minimális segítségével, aki mindenképpen ragaszkodott a Love... Thy Will Be Done kiadásához.
Az albumot pozitívan fogadták a kritikusok, az év 100 legjobb albuma között 83. lett.

## Számlista
Az összes dal szerzője Prince, except where noted. 
| 1.    | Sex Shooter                            | Apollonia 6  | 3:06 |
| 2.    | Jungle Love                            | The Time     | 3:04 |
| 3.    | Manic Monday                           | The Bangles  | 2:51 |
| 4.    | Noon Rendezvous                        | Sheila E.    | 3:00 |
| 5.    | Make-Up                                | Vanity 6     | 2:27 |
| 6.    | 100 MPH                                | Mazarati     | 3:30 |
| 7.    | They Don't Make Them Like They Used To | Kenny Rogers | 4:24 |
| 8.    | Holly Rock                             | Sheila E.    | 6:38 |
| 9.    | Baby, You're a Trip                    | Jill Jones   | 5:51 |
| 10.   | The Glamorous Life                     | Sheila E.    | 4:12 |
| 11.   | Gigolos Get Lonely Too                 | The Time     | 4:41 |
| 12.   | Love... Thy Will Be Done               | Martika      | 4:07 |
| 13.   | Dear Michaelangelo                     | Sheila E.    | 5:22 |
| 14.   | Wouldn't You Love to Love Me?          | Taja Sevelle | 5:56 |
| 15.   | Nothing Compares 2 U                   | The Family   | 4:40 |
| 63:49 |                                        |              |      |

| 16. | Nothing Compares 2 U (Cinematic Mix) | 4:24 |

## Slágerlisták
| Slágerlista (2019)                    | Legmagasabb pozíció |
| ------------------------------------- | ------------------- |
| Ausztrál Albumok (ARIA)               | 18                  |
| Osztrák Albumok (Ö3 Austria)          | 34                  |
| Belga Albumok (Ultratop Flanders)     | 7                   |
| Belga Albumok (Ultratop Wallonia)     | 31                  |
| Kanadai Albumok (Billboard)           | 66                  |
| Holland Albumok (Album Top 100)       | 11                  |
| Francia Albumok (SNEP)                | 32                  |
| Német Albumok (Offizielle Top 100)    | 26                  |
| Magyar Albumok (MAHASZ)               | 8                   |
| Ír Albumok (IRMA)                     | 53                  |
| Olasz Albumok (FIMI)                  | 59                  |
| Japan Hot Albums (Billboard Japan)    | 25                  |
| Japán Albumok (Oricon)                | 15                  |
| Portugál Albumok (AFP)                | 7                   |
| Skót Albumok (OCC)                    | 11                  |
| Spanyol Albumok (PROMUSICAE)          | 13                  |
| Svéd Albumok (Sverigetopplistan)      | 54                  |
| Svájci Albumok (Schweizer Hitparade)  | 9                   |
| UK Albums (OCC)                       | 21                  |
| US Billboard 200                      | 15                  |
| US Top R&B/Hip-Hop Albums (Billboard) | 9                   |

| Slágerlista (2019)                | Pozíció |
| --------------------------------- | ------- |
| Belga Albumok (Ultratop Flanders) | 159     |